# Magyar Dolgozók Szövetsége
Magyar Dolgozók Országos Szövetsége (MADOSZ) – baloldali népfrontos politikai mozgalom a harmincas évek második felében a Román Királyságban. 1934. augusztus 19-én Marosvásárhelyen alapították kommunista érzelmű diákok és az illegalitásban működő kommunista párt tagjai. A kezdetben nemzeti-forradalmi szervezetet Mayer László vezette, akit a népfrontos fordulatot végrehajtó Bányai (Baumgarten) László váltott. A csupán 1936. január 8-án hivatalosan elismert párt elnöke 1937-től Kurkó Gyárfás lett. A pártot II. Károly személyi diktatúrája bevezetésekor számolták fel a többi romániai párttal együtt. A negyvenes évek első felében a mozgalmat többször próbálták meg sikertelenül újjászervezni, egykori tagjai közül néhányan (Bányai László, Vincze János stb.) a földalatti kommunista mozgalomban tevékenykedtek. A második világháborús erdélyi frontátvonulást követően egykori tagjai Kurkó Gyárfás vezetésével újjáalakították a MADOSZ-t, amely később felvette a Magyar Népi Szövetség nevet.

## A nemzeti-forradalmi MADOSZ
Alapításakor a szervezet elnöke Blázsi István kályhás, titkára pedig Mayer László jogászhallgató lett. Az ekkor még nemzeti-forradalmi alapokon működő MADOSZ Központi Titkársága Kolozsváron volt. Ismert tagjai: Balogh László, a korábban az Országos Magyar Párt Ellenzékét (OMPE) vezető Demeter János, Séra Zoltán, Vincze János, Mezei Lajos és Osztrovszki György.
1934. október 15-én, Gyimes völgye két községében, Gyimesbükkben és Gyimesközéplokon Mezei Lajosnak sikerült egy rövid ideig tartó lázadást kirobbantania, amelyik során a felbőszült csángók elkergették a helyi elöljárókat.
1935. február 18-án a lázadás szervezésére hivatkozva Kolozsváron letartóztatták Mayer Lászlót. Az év júniusában másfél év börtönbüntetésre ítélték.
1935 márciusa után a MADOSZ titkári teendőit Mayer László unokatestvére, Bányai (Baumgarten) László vette át. Rövidesen a szervezet elnöki székében is csere történt, Blázsi helyébe Szepesi Sándor kolozsvári szabó került.
1935. április 13-14-én került sor a gyimesi csángó lázadók perére Csíkszeredában. Közülük Tankó Imre Vajdát háromhavi fogházra és ötezer lej pénzbírságra, Sántha Anna Perdit egy havi fogházra és ötszáz lej pénzbüntetésre, valamint Bilibók György és Cojocaru György gyimesbükki lakosokat tizenöt-tizenöt napi fogházra és ötszáz lej pénzbüntetésre ítélték.
1935. májusában a hatóságok elfogadták az OMPE nevének MADOSZ-ra való változtatását.

## A népfrontos MADOSZ
1935. szeptember 24-én a MADOSZ Bácsiban már az új népfrontos politika alapján kötött szövetséget Petru Groza Ekésfrontjával. A szövetséghez december 6-án további kisebb antifasiszta szervezetek csatlakoztak.
1935. november 23-án Bányai László és Szepesi Sándor a MADOSZ nevében antifasiszta együttműködési felhívással keresték meg az Országos Magyar Pártot, amit a párt elnökségi tagja, Zágoni István visszautasított.
1936. január 8-án a MADOSZ saját választási jelet, egy hexagont, vagyis hatszöget kapott a Központi Választási Irodától. A párt programja nemzetiségi és szociális követeléseket egyaránt tartalmazott. Ebben az évben csatlakozott a szervezethez Balogh Edgár, Méliusz József és Tamás Gáspár. Az év folyamán a MADOSZ-nak Bukarestben (Agya Demeter, Osztrovszki György, Bákay Domokos és Huszár Emil vezetésével), Déván (Galambos Vilmos), Marosvásárhelyen (Forró István), Nagyváradon (Újvárosi Sándor), Gyergyóditrón (Gál Imre) és Brassóban (Jakab János) is megalakultak a helyi szervezetei.
1936. február 18-án a MADOSZ és a többi népfrontos szervezet által is támogatott nemzeti-parasztpárti Ghiță Pop nyert mandátumot Hunyad megyei időközi parlamenti választásokon, a szélsőjobboldali Nemzeti-Keresztény Párt (Partidul Național Creștin) jelöltje, Silviu Dragomir és Romulus Miocu liberális jelölttel szemben.
1936. március 8-án Székelyudvarhelyen a MADOSZ szövetségre lépett a hagyományosan szintén a Nemzeti Parasztpárttal együttműködő Réti Imre vezette Kisgazdapárttal.
1936. április 19-én Brassóban került sor a szervezet első nyilvános országos gyűlésére. A kisiparosok képviseletében felszólaló Kurkó Gyárfást a brassói szervezet titkárának választották.
1936. novemberében a MADOSZ Nagyváradon felhívást intézett az erdélyi magyarokhoz, amelyben elítélte a magyarországi revizionista politikát, és Benito Mussolini november elseji milánói beszédét, amelyben Magyarországot békés céljai támogatásáról biztosította. Felhívásukban kifejtették, hogy a romániai kisebbség helyzetét nem revíziós háborúval, hanem a magyarság Románián belüli jogainak szélesítésével lehetne megoldani.
1937. január 3-án a MADOSZ Brassóban országos küldöttgyűlést tartott, ahol Kurkó Gyárfást választották a szervezet alelnökévé. Bányai zárt körben ekkor a MADOSZ-t olyan nemzeti, forradalmi és demokrata szervezetként határozta meg, amely a romániai magyar parasztok, kisföldbirtokosok, munkások, kisiparosok, valamint az értelmiségiek képviseletére vállalkozott. Kifejtette továbbá azt is, hogy a MADOSZ magyar jellegének megőrzése miatt a pártban a zsidó származásúak csak szimpatizánsok, vagy legfeljebb egyszerű tagok lehetnek.
1937. május 2-án Kurkó Gyárfást választották a MADOSZ ideiglenes elnökévé.
1937. július 4-én Czikó Lőrinc és Kurkó Gyárfás Csíkménaságon a szervezettel kapcsolatos felvilágosító gyűlést tartott, amit a helyi szervezet megalakítása követett. A gyűlést követően Czikót, Kurkót, a ménasági Lukács Mártont és a csíkbánkfalvi Lázár Ágostont a csíkszentgyörgyi csendőrségre kísérték, ahol egy napig fogva tartották és megverték őket.
1937. október 2-4. között kerül sor a Vásárhelyi Találkozóra, ahol Balogh Edgár, Vincze János, Méliusz József, Kurkó Gyárfás és Bányai László is részt vettek a MADOSZ tagjai közül. A Találkozó vitái során született konszenzusos zárónyilatkozatban a kisebbségi lét irányítóelvének mások mellett a keresztény erkölcsöt, valamint a demokratikus nemzeti követelményt tették meg. A madoszosok ennek ellenére később gyakran hivatkoztak a Találkozóra úgy, mint politikai fellépéseiket legitimáló eseményre.
1937. november 14-én Brassóban tartották meg a MADOSZ működése alatti első kongresszust. Kurkót megerősítették országos elnöki tisztségében, Bányai pedig továbbra is főtitkár maradt.
1937. december 20-22-én a MADOSZ a Nemzeti Parasztpárttal és a Réti-féle Kisgazdapárttal szövetségben indult a parlamenti választásokon. Kurkó Csík, Czikó pedig Háromszék megyében indult. Mandátumot egyikük sem szerzett.

## A királyi diktatúrában
1938. február 8-án II. Károly király bevezette a királyi diktatúrát. Az új rendszerben a többi párthoz hasonlóan a MADOSZ-t is betiltották. A Balogh Edgárhoz hasonló értelmiségiek arra törekedtek, hogy számot vessenek az elmúlt időszakkal. Politikai síkon létrejött azok köre (Bányai László, Vincze János, Nagy István, Kovács Katona Jenő, Fogarassi László, Jordáky Lajos, Balogh Edgár, Galambos Vilmos és Józsa Béla), akik a Vásárhelyi Találkozó eszméire hivatkozva arra törekedtek, hogy a Magyar Népközösségben befolyást szerezzenek, valamint hogy megkerülve a korábbi időszak elitjét, közvetlenül a királlyal és környezetével létesítsenek kapcsolatot.
1939. május 10-én magyar népviseletbe öltözött madoszosok vettek részt a kolozsvári román antirevizionista tüntetésen.
1939. június 18-tól kezdve jelent meg az Erdélyi Magyar Szó című kolozsvári lapjuk, amelyet Szabó Árpád szerkesztett.
1939. december 30-31. között az egykori madoszosok szervezésében Kolozsváron Népi Találkozót tartottak. Az ekkor elfogadott Erdélyi Magyar Népi Találkozó határozatában kijelentették, hogy a Vásárhelyi Találkozó alapjain állnak, és kérték, hogy tegyék lehetővé „a magyar népi dolgozó tömegei” csatlakozását a Romániai Magyar Népközösséghez.
1940. július 11-én Kolozsváron egy titkos és szűk körben tartott gyűlésen a MADOSZ újra nemzeti-forradalmi szervezetként határozta meg magát – idomulva a Ribbentrop-Molotov paktum teremtette helyzethez. Az újjászervezés érdekében Kolozsvárról kiküldték Székely Mihályt a Szamos völgyébe, Hegyi Nagy Mihályt a Maros völgyébe, valamint Schmotzer Károlyt Torda megyébe. A kolozsvári Szabó Zoltán ugyanebből a célból Székelyföldre utazott. Szabót és Schmotzert a rendőrök rövid időn belül elfogták, Kolozsváron tartózkodó Bányai pedig illegalitásba kényszerült. A MADOSZ-t újra üldözni kezdték. Az országos szinten megindult kommunista-ellenes fellépés nyomán mások mellett Kurkót, a nem sokkal korábban szabadult Mayer Lászlót, Nagyot és Kohn Hillelt is a Caracal-i internálótáborba vitték. Ezt követően tényleges MADOSZ-tevékenységről alig beszélhetünk, azok, akik folytatni akarták és tudták a tevékenységüket, a kommunista párt aktivistáiként működtek.
1940. augusztus elsején a Kommunisták Romániai Pártja erdélyi és bánsági szervezete kiáltványban hívta fel az erdélyieket a tartomány független, szovjet befolyás alatti entitássá való alakítására.

## A második bécsi döntést követően
1940. szeptembere – 1944 szeptembere. A második bécsi döntés némiképpen meglepetésként érte a román állami egység mellett gyakran állást foglaló MADOSZ-t. A visszacsatolást követően a szervezet érdemi tevékenységet sem Észak, sem Dél-Erdélyben nem végzett. Egyesek független értelmiségiként léptek fel (például Balogh Edgár), mások az illegalitásba visszaszorult kommunista mozgalomban tevékenykedtek (például Bányai László), legtöbben azonban távol tartották magukat a politizálástól (például Séra Zoltán).

## 1944. augusztus 23. után

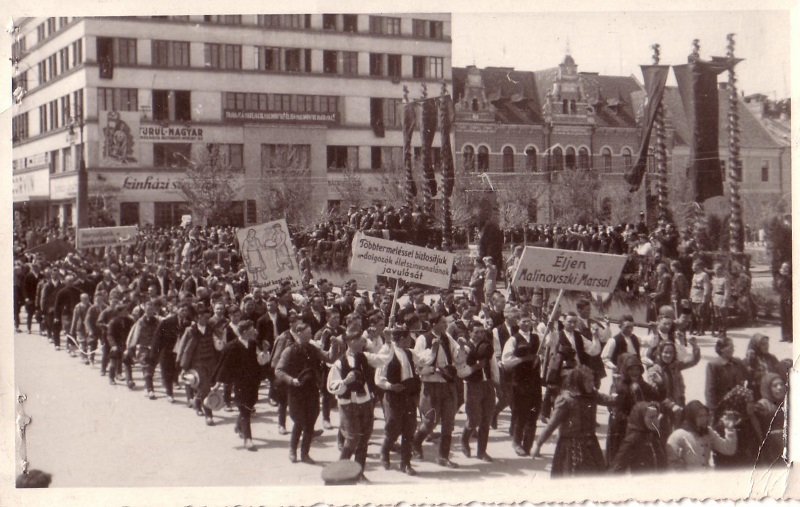
Tüntetés Kolozsváron 1945. május elsején a MADOSZ szervezésében

1944. augusztus 23-án Románia sikeresen átállt a szövetségesek oldalára. Ezt követően az addig börtönbe vagy internálótáborba zárt kommunisták és madoszosok szabadlábra kerültek. Temesváron Bányai László, Méliusz József és Kazinczy János újjáalakította a MADOSZ-t, és a legálisan szervezkedő kommunisták oldalán vettek részt a városban zajló hatalomváltásban. Kapcsolatba léptek a Magyar Népközösség „demokratikus” elemeivel (például Takács Lajos) és megszerezték az irányítást a dél-erdélyi magyarság egyetlen sajtóorgánuma, a Déli Hírlap felett.
1944. október 4-én Kurkó Gyárfás és Csákány Béla vezetésével Brassóban is újjáalakult a MADOSZ.
1944. október 6-án a MADOSZ kimondta csatlakozását a Román Kommunista Párt által alakított politikai szövetséghez, az Országos Demokrata Arcvonalhoz (ODA).
1944. október 16-án a Magyar Dolgozók (Országos) Szövetsége nevet Romániai Magyar Népi Szövetségre változtatták, és ezzel a hivatalosan csak 1936. január 8. és 1938. február 10. között működő MADOSZ története véget ért. Kolozsváron csak október 22-én alakították újjá a MADOSZ-t, amit november 12-én a Kolozs megyei szervezet létrejötte követett. Az észak-erdélyi madoszosok Bányai László november 23-i kolozsvári látogatása után fogadták el, hogy betagozódjanak a brassói központtal működő Magyar Népi Szövetségbe.

## A MADOSZ tagjai
- Asztalos Sándor
- Balogh Edgár
- Bányai László
- Csőgör Lajos
- Demeter János
- Gerő Margit
- Kurkó Gyárfás
- Méliusz József
- Vincze János